# Klandestin
Klandestin betyder skjulte men ikke forklædte aktiviteter. Klandestin er det modsatte af covert som betyder forklædte aktiviteter der ikke er skjulte. En mand der gemmer sig i hækken for at lure på naboen der solbader, begår en klandestin handling.